# Chetone histriomorpha
Chetone histriomorpha là một loài bướm đêm thuộc phân họ Arctiinae, họ Erebidae.